# Maharajá de Jammu y Cachemira
Maharajá de Jammu y Cachemira es el gobernante del antiguo estado principesco indio de Jammu y Cachemira. El primero fue Gulab Singh, quien se convirtió en Raja de Jammu y Cachemira a través de una decisión de los sijes de ambas regiones. El cargo se mantuvo hasta 1949, cuando Karan Singh asumió como regente y posteriormente Gobernador General de Jammu y Cachemira (1965).

## Maharajás de Jammu y Cachemira
| Nº | Maharajá     | Inicio | Fin  |
| 1  | Gulab Singh  | 1846   | 1857 |
| 2  | Ranbir Singh | 1857   | 1885 |
| 3  | Partab Singh | 1885   | 1925 |
| 4  | Hari Singh   | 1925   | 1949 |

- Datos: Q5990010